# Numa Droz
Numa Droz (27 de Janeiro de 1844 - 15 de Dezembro de 1899) foi um político da Suíça.
Ele foi eleito para o Conselho Federal suíço em 18 de Dezembro de 1875 e terminou o mandato a 31 de Dezembro de 1892.
Numa Droz foi Presidente da Confederação suíça em 1881 e 1887.
Ramalho Ortigão escreve nas Últimas Farpas que Numa Droz é autor de um livro intítulado "Instrucção Cívica". Ortigão cita Droz e frisa que a sua obra foi considerada por alguns como o Evangelho da Educação Democrática.